# Ioana Olteanu
Ioana Olteanu (Călin după căsătorie, n. 25 februarie 1966, Drăcșani, România) este o canotoare română, dublu laureată cu aur la Atlanta 1996 și Sydney 2000. A primit titlul de Maestru Emerit al Sportului, iar în 2000 i-a fost conferit Ordinul national „Pentru Merit” în grad de comandor.